# Simulium shennongjiaense
Simulium shennongjiaense es una especie de insecto del género Simulium, familia Simuliidae, orden Diptera.
Fue descrita científicamente por Yang, Luo & Chen, 2005.